# 15147 Siegfried
15147 Siegfried (2000 EJ134) là một tiểu hành tinh nằm phía ngoài của vành đai chính.